# Mama (film din 1977)
Mama (în rusă Ма-ма) este un film muzical din 1977 regizat de Elisabeta Bostan, cu Liudmila Gurcenko, Mihail Boiarski, Oleg Popov, George Mihăiță și Florian Pittiș în rolurile principale.
Scenariul filmului este scris de Iuri Entin și Vasilica Istrate și se bazează pe poveștile Lupul și cei șapte iezi de Frații Grimm și Capra cu trei iezi (1875) de Ion Creangă.
Muzica a fost compusă de Gérard Bourgeois și Temistocle Popa.

## Rezumat
Mama capră pleacă la cumpărături, lăsându-și copiii singuri acasă, instruindu-i să nu deschidă ușa nimănui. Cu toate acestea, lupul viclean pătrunde în casă, răpește copiii și cere răscumpărare.

## Distribuție
Distribuția filmului este alcătuită din:
- Liudmila Gurcenko — capra Rada (menționată Ludmila Gurcenko)
- Mihail Boiarski — lupul Titi-Surul
- George Mihăiță — măgarul Petrică
- Florian Pittiș — un papagal din Zanzibar
- Violeta Andrei — rândunica-mamă
- Oleg Popov — ursul
- Saveli Kramarov — puiul de lup
- Valentin Manohin — puiul de râs
- Paula Rădulescu — iepuroaica
- Vasile Mentzel — iepurele
- Vera Ivleva — oaia-mamă
- Evghenii Gherciakov — berbecul
- Liliana Petrescu — oița roz
- Natalia Kracicovskaia — ursoaica
- Marina Poliak — veverița
- Lulu Mihăescu — primul ied
- Matei Opriș — al doilea ied
- Adrian Cristea — al treilea ied
- Timur Asaliev — al patrulea ied
- Petia Dektiarev — al cincilea ied, iedul obraznic
- Manuela Hărăbor — copil
- Tamara Buciuceanu-Botez — mama oițelor (nemenționată)

### Interpreți ai pieselor muzicale
- Doina Spătaru Olinescu
- Cristian Popescu
- Dorin Anastasiu
- Tamara Buciuceanu-Botez
- Cornel Constantiniu
- Alexandrina Halic
- Elena Simionescu
- Ion Ulmeanu

## Primire
Filmul a fost vizionat de 3.293.948 de spectatori în cinematografele din România, după cum atestă o situație a numărului de spectatori înregistrat de filmele românești de la data premierei și până la data de 31 decembrie 2014 alcătuită de Centrul Național al Cinematografiei. A fost lansat în Uniunea Sovietică în anul 1977 și a avut parte de succes comercial, fiind vizionat de 11,3 milioane de spectatori în cinematografele din această țară.